# مايك كارني
مايك كارني هو متزحلق جبال الألب كندي، ولد في 13 أبريل 1966.

## وصلات خارجية
- مايك كارني على موقع الاتحاد الدولي للتزلج (التزلج على المنحدرات الثلجية) (الإنجليزية)
- مايك كارني على موقع أوليمبيديا (الإنجليزية)